# اریب‌خزنده‌واران
اریب‌خزنده‌واران (نام علمی: Plagiosauroidea) نام یک بالاخانواده از راسته بریده‌مهرگان است.